# 大阪御堂筋ビル・大阪センタービル

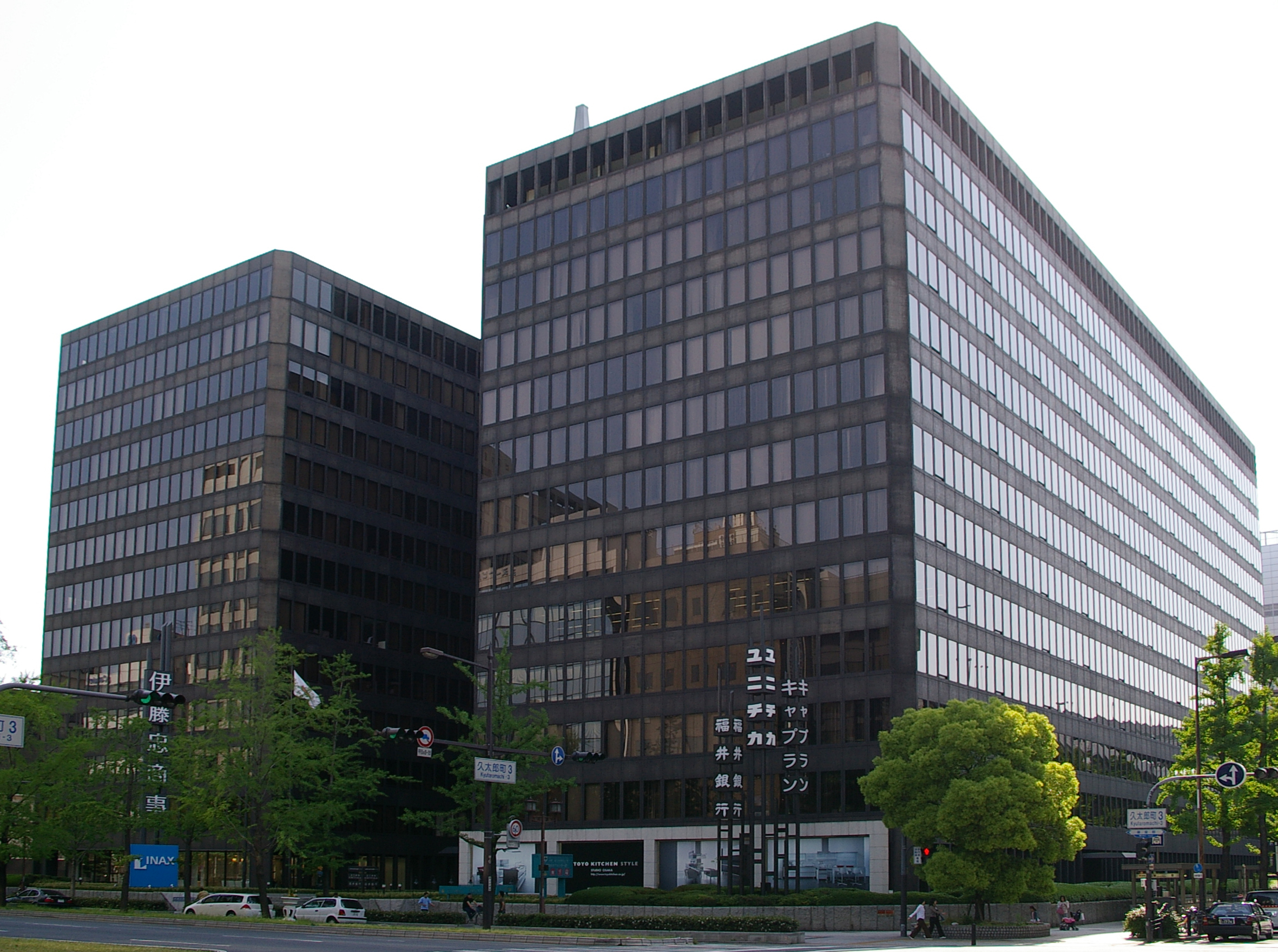
2006年撮影

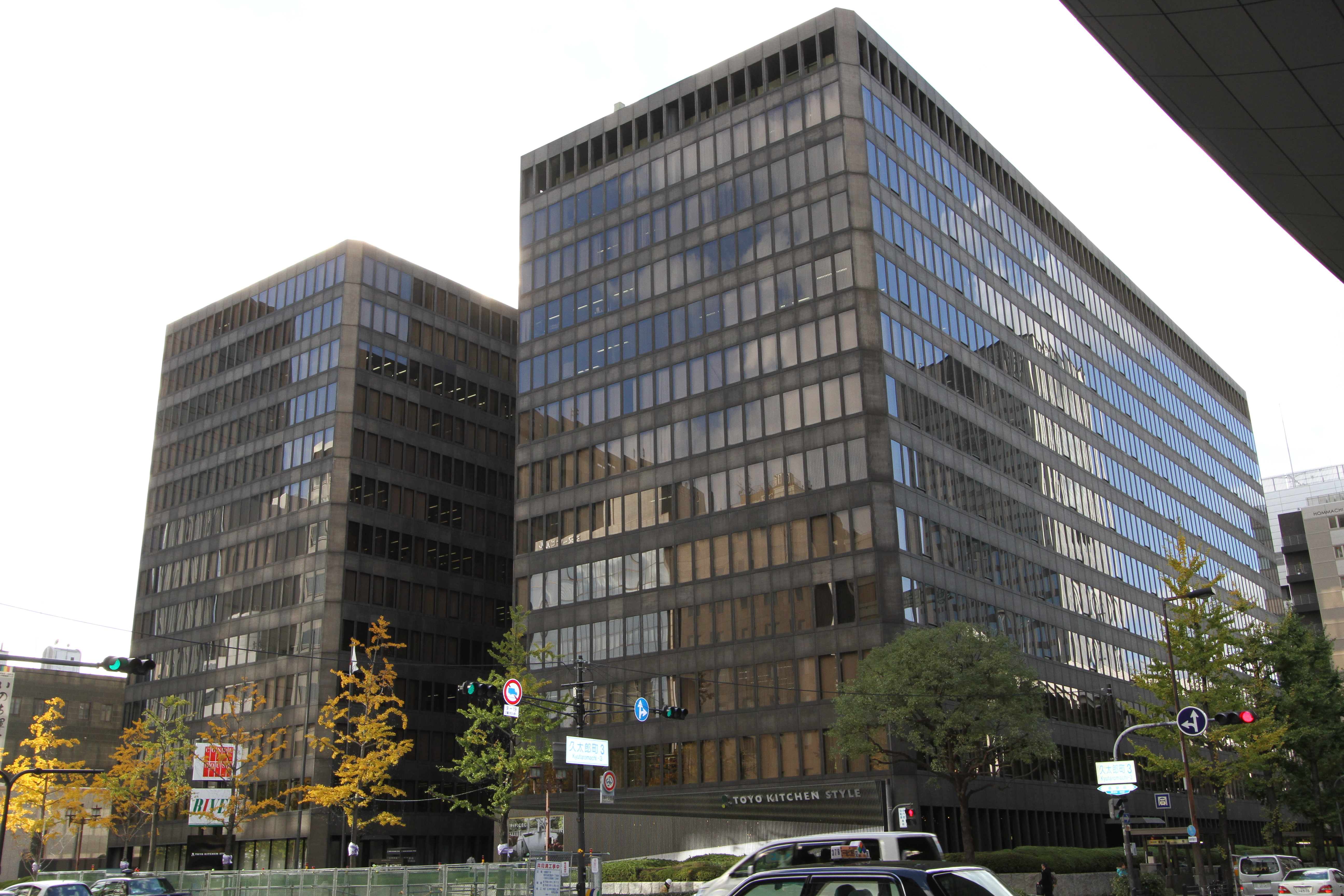
2013年撮影

大阪御堂筋ビル（おおさかみどうすじビル）及び大阪センタービル（おおさかセンタービル）は、大阪府大阪市中央区久太郎町に所在するオフィスビルである。

## 概要
真宗大谷派難波別院（南御堂）の境内北側、御堂筋と中央大通の西行き平面道路が交わる久太郎町3交差点の南西角に位置する。敷地は南御堂からの借地（地上権）である。
平面プランはH型のツインビルで、南棟が大阪御堂筋ビル、北棟が大阪センタービルとなる。中央部はコア（エレベーターホール、機械室等）となっている。

### 大阪御堂筋ビル（旧・伊藤忠ビル）
大阪御堂筋ビルは、伊藤忠商事により創業100周年記念に本社ビルとして建設され、「伊藤忠ビル」と称された。
ケネディクスのSPC「モルダー特定目的会社」に所有権は移り、2007年にはモルガン・スタンレーグループのSPC「ケーエージー・スリー・インベストメント特定目的会社」が約320億円で取得したが、SPCはその後デフォルトし、所有権は「御堂筋本町特定目的会社」に移転した。
伊藤忠商事は売却後もテナントとして入居していたが2011年にノースゲートビルディングに移転し、大阪御堂筋ビルに改称された。
2015年6月には英国のフォーラム・パートナーズのSPC「なにわ特定目的会社」が約50億円で取得した。2017年12月15日には平和不動産が約150億円で取得している。

### 大阪センタービル
大阪センタービルは、竹中工務店の子会社の御堂土地株式会社（現在は竹中工務店本体に合併）が建築主で、賃貸ビルとなっている。

## 入居者
大阪御堂筋ビル
- 日本年金機構 大阪広域事務センター
- パトライト 大阪本社
- 日本下水道事業団 近畿総合事務所
- リバー産業 大阪本店
- 大運 本社
- 東洋ビューティ 本社

大阪センタービル
- ユニチカ 大阪本社（登記上の本店）
- キョーワ 本社
- ダイキンアプライドシステムズ 大阪支店
- 福井銀行 大阪支店
- 山陰合同銀行 大阪支店・大阪中央営業部

## 交通
- OsakaMetro：本町駅直結

## 受賞等
- BCS賞 第12回受賞作品（1971年）[7]